# Добро јутро, комшија 4
Добро јутро, комшија 4 је филм из Републике Српске у продукцији РТВ Приједор и БН Телевизије. Сниман је као наставак серијала филмова Добро јутро, комшија, у селу Горњи Орловци код Приједора. Жанр овог филма је комедија, а режисер и сценариста филма је Перо Шпадић.

## Радња
У овом делу филма Виолета се порађа, а Чедина ташта се "комира" од алкохола па настају згоде и незгоде у селу.
На одређени начин, говори се о смрти на једној страни, а са друге о рађању новог живота, али кроз хумор. Нови живот се рађа, смрт није она права, већ се ташта комирала и зет је прогласио мртвом. Ту се догађају разне играрије и догодовштине.